# 남승하
남승하(南昇夏, 1872년~1907년 4월 9일)는 한국의 독립운동가이다.

## 생애
을사늑약이 철겨되자 1906년에 그는 영천을 중심으로 활동하던 산남의진(山南義陣)에 들어가 의병활동을 전개하게 되었다. 경상북도 영해(寧海) 쪽으로 진격해서 신돌석의진과 합류해 일본군과 교전을 벌였으며, 1907년 4월에는 청송지방에서 의병을 모집하다 체포되어 청송군 화목(和睦)에서 순국했다.